# Liste der Regierungschefs von Usbekistan

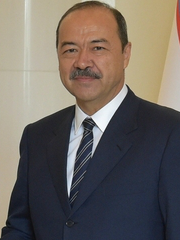
Abdulla Aripov, derzeitiger Ministerpräsident Usbekistans

Dies ist eine Liste der Regierungschefs von Usbekistan seit der Unabhängigkeit 1918.
| #  | Bild | Name (Birth–Death)          | Regierungszeitraum | Regierungszeitraum | Partei |
| -- | ---- | --------------------------- | ------------------ | ------------------ | --- |
| 1  |      | Fayzulla Xojayev            | 17. Februar 1925   | 26. Juli 1937      | |
| 2  |      | Abdullah Karimov            | 26. Juli 1937      | 2. Oktober 1937    | |
| 3  |      | Sultan Segizbayev           | 2. Oktober 1937    | 23. Juli 1938      | |
| 4  |      | Abdudzhabar Abdurakhmanov   | 23. Juli 1938      | 21. August 1950    | |
| 5  |      | Abdurrazak Mavlyanov        | 21. August 1950    | 18. Mai 1951       | |
| 6  |      | Nuritdin Mukhitdinov        | 18. Mai 1951       | 7. April 1953      | |
| 7  |      | Usman Yusupov               | 7. April 1953      | 18. Dezember 1954  | |
| 8  |      | Nuritdin Mukhitdinov        | 18. Dezember 1954  | 22. Dezember 1955  | |
| 9  |      | Sobir Kamolov               | 22. Dezember 1955  | 30. Dezember 1957  | |
| 10 |      | Mansur Mirza-Akhmedov       | 30. Dezember 1957  | 16. März 1959      | |
| 11 |      | Arif Alimov                 | 16. März 1959      | 27. September 1961 | |
| 12 |      | Rahmankul Kurbanov          | 27. September 1961 | 25. Februar 1971   | |
| 13 |      | Narmakhonmadi Khudayberdyev | 25. Februar 1971   | 3. Dezember 1984   | |
| 14 |      | Gayrat Kadyrov              | 3. Dezember 1984   | 21. Oktober 1989   | |
| 15 |      | Mirakhat Mirkasimov         | 21. Oktober 1989   | 24. März 1990      | |
| 16 |      | Shukrullo Mirsaidov         | 8. Januar 1990     | 8. Januar 1992     | |
| 17 |      | Islam Karimov               | 8. Januar 1992     | 8. Januar 1992     | |
| 18 |      | Abdulhashim Mutalov         | 8. Januar 1992     | 21. Dezember 1995  | People's Democratic Party of Uzbekistan                                                                        |
| 19 |      | Oʻtkir Sultonov             | 21. Dezember 1995  | 12. Dezember 2003  | People's Democratic Party of Uzbekistan                                                                        |
| 20 |      | Shavkat Mirziyoyev          | 12. Dezember 2003  | 14. Dezember 2016  | Self-Sacrifice National Democratic Party (until 2008) Uzbekistan National Revival Democratic Party (from 2008) |
| 21 |      | Abdulla Aripov (1962–)      | 14. Dezember 2016  | Incumbent          | Liberal Democratic Party                                                                                       |